# Pterapothrechus
Pterapothrechus is een geslacht van rechtvleugeligen uit de familie Gryllacrididae. De wetenschappelijke naam van dit geslacht is voor het eerst geldig gepubliceerd in 1937 door Karny.

## Soorten
Het geslacht Pterapothrechus omvat de volgende soorten:
- Pterapothrechus beta Griffini, 1909
- Pterapothrechus longicornis Tepper, 1892
- Pterapothrechus salomonoides Karny, 1929